# Carl Leavitt Hubbs
Carl Leavitt Hubbs, född 19 oktober 1894 i Williams i Arizonaterritoriet, död 30 juni 1979 i La Jolla i Kalifornien, var en amerikansk iktyolog. Han studerade tidigt fiskar i Stora sjöarna, men efter att ha flyttat till La Jolla utvidgade han sin forskning till att även omfatta marina däggdjur. Han var medlem av flera stora vetenskapsorganisationer, bland annat Linnésällskapet i London.

## Uppväxt och tidiga studier
Hubbs var son till Karl Leavitt och Elizabeth Hubbs (född Goss). Hans far hade en mängd olika arbeten, bland annat som ägare av ett jordbruk, en järngruva och en dagstidning. Familjen flyttade flera gånger innan de bosatte sig i San Diego där Hubbs intresse för naturhistoria började. Efter hans föräldrars skilsmässa 1907 bodde han med sin mor, som öppnade en privatskola i Redondo Beach. Hans mormor Jane Goble Goss – en av USA:s första kvinnliga läkare – lärde Hubbs hur man kunde fiska skaldjur och andra havslevande varelser.
En av hans lärare blev imponerad av Hubbs förmåga att ta till sig kunskap om olika vetenskaper, och rekommenderade Hubbs att studera kemi vid universitetet i Berkeley. Familjen flyttade än en gång till Los Angeles. I Los Angeles fanns George Bliss Culver, en av de många som arbetade under den kände iktyologen David Starr Jordan. Culver uppmuntrade Hubbs att överge sina studier av fåglar, och i stället för att studera fisk – och särskilt då de fiskar som bebodde floder i och omkring Los Angeles, som då ännu inte hade utforskats särskilt grundligt. Hubbs avslutade sina studier vid Stanford University som filosofie kandidat 1916, och erhöll sin master's degree 1917.

## Kurator
Från 1917 till 1920 tjänstgjorde Hubbs som biträdande intendent i avdelningen för fiskar, groddjur och reptiler på Field Museum of Natural History i Chicago. Han gifter sig med Laura Cornelia Clark den 15 juni 1918, och de får tre barn. Hans fru som undervisade i matematik hade även hon studerat vid Stanford, och tagit sin kandidatexamen 1915 och sin masters 1916.
År 1920 fick Hubbs anställning som konservator och kurator och för den iktyologiska avdelningen vid zoologiska museet vid University of Michigan, en befattning han sedan innehade i 24 år. År 1927 lade han fram doktorsavhandling, betitlad The Consequences of Structural Modifications of the Developmental Rate in Fishes Considered in Reference to Certain Problems of Evolution. Tillsammans med studenter och det team som arbetade på museets iktyologiska avdelning kom Hubbs att till stora delar berika museets samlingar. År 1929 deltog han i en akademisk resa till Java, där han samlade fem ton prover. I samband med detta började Hubbs studera hybridisering mellan olika fiskarter.

## Kalifornien
Förutom sin position som konservator, var Hubbs åren 1930–1935 den första ordföranden i Institute for Fisheries Research i Michigans miljödepartement. Inom ramen för denna tjänst genomförde han forskning om olika typer av inventering av regional fauna, tillväxt och mortalitet i olika populationer, samt vattenföroreningar och predation. Under sin vistelse vid University of Michigan förfärdigade Hubbs fler än 300 vetenskapliga publikationer, som nästan alla helt berörde fiskar. Hans studier var inte begränsade till USA, utan han hade också studerat en stor samling av fisk från Japan.
Från 1944 till 1969 undervisade Hubbs biologi vid Scripps Institution of Oceanography vid University of California, San Diego i La Jolla, där han ersatt Francis Bertody Sumner. Från 1969 till 1979 tjänstgjorde han som professor emeritus. Han accepterade tjänsten främst för de nya forskningsmöjligheter som den medgav, trots en lägre lön än tidigare och att regelverket hindrade honom från att anställa sin fru.
Under andra världskriget tvingades Scripps Institution hyra ut Hubbs forskningsbåt till USA:s armé, vilket avsevärt begränsade hans forskningsmöjligheter. Under sommaren 1946 erbjöd Errol Flynn, son till en marinbiolog, Hubbs att följa honom under en kryssning ombord på hans yacht, Zaca. Forskningsresultaten från denna forskningsresa var inte särskilt imponerande, men Hubbs upptäckte att stora delar av de arter som fanns på Guadeloupe var endemiska.
Under åren efter kriget började Hubbs forska kring kommersiellt fiske och fritidsfiske. Han observerade att förändringar i olika populationer av fisk i Stilla havet kunde bero på fluktuerande temperaturer, och började studera forntida klimat, bland annat genom att datera skal av mollusker.

## Vetenskapligt eftermäle
Hubbs lade sammanlagt fram 712 vetenskapliga publikationer.
Hans namn förekommer i många taxon: fem släkten och 22 arter av fisk bär hans namn. Detsamma gäller ett släkte bland lavarna, en art av fåglar, två arter av blötdjur, en art av krabba, tre arter av grottlevande leddjur, två arter av insekter, tre arter av alger, en art av lavar, och en val.